# Ostedes laosensis
Ostedes laosensis là một loài bọ cánh cứng trong họ Cerambycidae.